# Котвич, Владислав Людвигович
Владисла́в Лю́двигович Ко́твич (пол. Władysław Kotwicz; 20 марта 1872, деревня Оссовье, около Лиды (ныне территория Белоруссии) — 3 октября 1944, деревня Юодшиляй под Вильнюсом) — русский и польский лингвист (работал в 1891—1924 годах в России), востоковед, специализировавшийся, главным образом, в области языков монгольской группы алтайской семьи. Член-корреспондент Российской академии наук (1923), действительный член Польской академии знаний, председатель Польского востоковедческого общества (1922—1936).

## Жизнь и деятельность
В 1891 году Котвич начал учёбу в Петербургском университете на факультете востоковедения, специализировался в области языков монгольской группы, а также изучал маньчжурский и китайский языки. После четырёх лет учёбы он начал службу в качестве чиновника канцелярии министра финансов (1895). Научную деятельность в университете ему было суждено начать лишь в 1900 году, которую он до 1917 года соединял с службой чиновника. Кстати, она давала ему возможность знакомства с рядом влиятельных особ в научной, хозяйственной и политической жизни Монголии.
Начать научную работу в университете Котвич смог только после защиты докторской диссертации и получения им звания приват-доцента. Сразу же в 1900 году он получил и должность заведующего кафедрой монгольской филологии. Однако штатной должности доцента ему пришлось ждать до 1917 года. Звание профессора Котвич получил в 1923 году.
Котвич участвовал в нескольких научных экспедициях в Калмыкию (1894, 1896, 1910, 1917), но наиболее значимым научным путешествием была экспедиция в Северную Монголию (1912), где он изучал древнетюркские надписи, а также монастырь в Эрдэни-Дзу (XVI в.), расположенный в четырёхстах километрах к западу от Урги (ныне Улан-Батор).
После Октябрьской революции Котвич занимался созданием Центрального института живых восточных языков. Организационная работа продолжалась до осени 1920 года. И в это же время он был назначен директором вновь созданного института, функции которого он выполнял до 1922 года.
Именно в 1922 году Котвич получил сразу два приглашения на работу в Польшу: в Ягеллонский университет в Кракове и в университет имени Яна Казимира во Львове. Котвич выбрал Львов предположительно потому, что ректорская администрация Львовского университета намеревалась открыть крупный институт востоковедения. Поэтому их приглашение представлялось учёному более перспективным. В 1923 г. репатриировался в Польшу, в 1924 году приехал во Львов и сразу же получил должность заведующего специально созданной для него кафедрой филологии Дальнего Востока.
В это же время было создано Польское востоковедческое общество и его председателем избрали Котвича, который эту функцию исполнял до самой смерти. В 1927 году он стал ещё и главным редактором журнала «Rocznik Orientalistyczny» («Востоковедческий ежегодник»). В 1902 году он организовал серию «Collectanea Orientalia» («Востоковедческий сборник»), которую сам же и финансировал (до 1939 года вышло 16 его выпусков, после войны продолжения не последовало).
В течение многих послевоенных лет Котвич считался одним из самых известных алтаеведов. Котвич одним из первых отрицал общее происхождение алтайских языков и объяснял сходства между ними как результат конвергенции.
Малоизвестным интересным фактом из жизни учёного является то, что он в 1940 году в Вильнюсе издал «Грамматику литовского языка. Краткий курс» (137 стр.).
В настоящее время рукописи и другие материалы, оставшиеся после смерти Котвича, находятся в научном архиве Польской академии наук и Польской академии умений в Кракове.

## Важнейшие труды Котвича (опубликовал около 150 работ)
- 1902 Лекции по грамматике монгольского языка. Санкт-Петербург, 1902;
- 1905 Калмыцкие загадки и пословицы;
- 1909 Материалы для изучения тунгусских наречий // Живая старина. 1909;
- 1911 Обзор современной постановки изучения восточных языков за границей, 1911;
- 1914 Краткий обзор истории и современного политического положения Монголии, 1914;
- 1915 Опыт грамматики калмыцкого разговорного языка. Петроград (второе издание: Жевница под Прагой, 1929);
- 1918 Монгольские надписи в Эрдени-дзу // Сб. Музея антропологии и этнографии при Российской АН, т. 5, в. 1, П., 1918;
- 1919 Русские архивные документы по сношениям с ойратами в XVII—XVIII вв. // Известия Российской Академии наук. 1919. № 12—15;
- 1936 Les pronoms dans les langues altaїques, Kraków;
- 1939 La langue mongole, parlée par les Ouigours Jaunes près de Kan-tcheou, Wilno.
- 1948 Contribution à ľhistoire de ľAsie Centrale // Rocznik Orientalistyczny[пол.].

## Важнейшие посмертные публикации его трудов
- 1948 Józef Kowalewski orientalista (1801—1878), Wrocław;
- 1951 «Studia nad językami ałtajskimi», Rocznik Orientalistyczny[пол.] 16 [1951]: 1-317.

## Награды
- Орден Святого Станислава II степени (1904)[2]
- Орден Святой Анны III степени (1901)[2]
- Орден Святого Владимира IV степени[2]
- Медаль «В память 300-летия царствования дома Романовых» (1913)[2]
- Командорский крест Ордена Возрождения Польши (11 ноября 1936)[3]
- Бронзовая медаль «За долголетнюю службу» (1938)[2]